# Камбадос
Камбадос (гал. Cambados, ісп. Cambados) — муніципалітет в Іспанії, у складі автономної спільноти Галісія, у провінції Понтеведра. Населення — 13 708 осіб (2009).
Муніципалітет розташований на відстані близько 480 км на північний захід від Мадрида, 14 км на північний захід від Понтеведри.

## Демографія
Динаміка населення (INE ):

## Галерея зображень

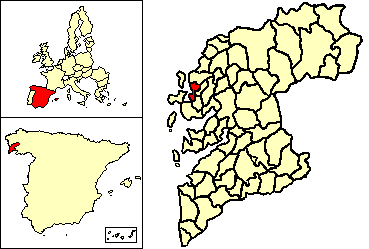
Розташування муніципалітету
Камбадос